# 宗清洋
宗清 洋（むねきよ ひろし、1936年7月14日 - 2022年1月27日）は、日本のトロンボーン奏者。

## 人物
広島県福山市出身。高校生のころ、吹奏楽部の活動の一環としてトロンボーンを吹き始め、1954年から大阪府に移住して、プロのトロンボーンプレイヤーとして活動を開始するようになった。
1959年、北野タダオとアロージャズオーケストラに入団。延べ半世紀にわたり、当時のリーダーであった北野をサポートするコンサート・マスターとして活躍した。アロージャズオーケストラが結成50周年を迎えるにあたり、2008年にリーダーを引退した北野に代わり、第2代のアロージャズオーケストラリーダーに就任。2019年に自らの音楽家デビュー65周年を記念したCDの発表とコンサートを開催し、日本のジャズトロンボーン界をリードする重鎮としてたたえられた。
2022年1月27日、西宮市の病院にて誤嚥性肺炎のため死去。享年85。